# Сборная СССР по биатлону
Сборная СССР по биатлону — национальная спортивная команда, представляющая Союз Советских Социалистических Республик на соревнованиях по биатлону. Управлялась Федерацией биатлона СССР.
По причине распада СССР прекратила существование, в сезоне 1991/92 была преобразована в сборную СНГ (на Олимпийских играх выступала как Объединённая команда), в дальнейшем считается предшественником сборной России по биатлону.
Сборная добилась большего успеха благодаря мужской команде, так как большую часть её истории женский биатлон в мире был не развит.

## История

### Мужская команда
Сборная СССР впервые была сформирована в 1958 году для участия в первом чемпионате мира, отборочные соревнования проводились в январе 1958 года в Яхроме и в феврале в рамках чемпионата СССР в Отепя. По итогам этих соревнований, в первый состав сборной вошли Виктор Бутаков, Александр Губин, Валентин Пшеницын и Дмитрий Соколов, а также в роли запасного — Борис Ваньков. Тренером по стрельбе был Иван Гнездилов, тренером по лыжной подготовке — Николай Галкин. По итогам первого чемпионата мира, Виктор Бутаков стал бронзовым призёром в индивидуальной гонке, а сборная СССР — серебряным призёром в неофициальном командном зачёте.

#### Чемпионаты мира
Мужская сборная СССР принимала участие во всех чемпионатах мира с 1958 по 1991 год. На всех турнирах, кроме 1978 года, советские спортсмены завоевали как минимум одну медаль. Всего на счету сборной СССР 57 медалей (24 золотых, 18 серебряных и 15 бронзовых), в том числе 26 — в индивидуальной гонке (10 золотых), 12 — в спринте (4 золотых), 17 — в эстафете (9 золотых) и 2 — в командной гонке (1 золотая). Кроме того, в неофициальном командном зачёте (подсчитывался на первых шести чемпионатах) сборная СССР трижды была первой и трижды — второй.

#### Олимпийские игры
Советские спортсмены принимали участие во всех олимпийских соревнованиях по биатлону с 1960 года. На первой в истории олимпийской индивидуальной гонке Александр Привалов завоевал бронзовую медаль, три других советских спортсмена заняли места с 4 по 6. В 1964 году золотую медаль для СССР впервые завоевал Владимир Меланьин.
С 1968 года на Олимпиадах проводится мужская эстафета, в которой неизменно, до 1988 года включительно, побеждала сборная СССР. Четырёхкратным олимпийским чемпионом в этом виде программы стал Александр Тихонов.
Всего советские спортсмены завоевали 19 медалей (9-4-6), в том числе 6 медалей в эстафетах (все золотые), 9 — в индивидуальной гонке (3 золота, 2 серебра и 4 бронзы) и 4 — в спринте (2 серебра и 2 бронзы). На каждой Олимпиаде биатлонисты СССР завоёвывали минимум одну медаль.

#### Кубок мира
Сборная СССР принимала участие в Кубке мира со старта этого соревнования в сезоне 1977/78. В первом сезоне на территории СССР, в Мурманске, был проведён один из этапов.
Советские биатлонисты дважды побеждали в общем зачёте Кубка мира, оба раза это был Сергей Чепиков (сезоны 1989/90 и 1990/91). Несколько раз представители СССР попадали в топ-3 общего зачёта. При этом Кубок мира не всегда рассматривался руководителями спорта как главное соревнование, зачастую представители СССР пропускали этапы Кубка или присылали резервные составы.

#### Тренеры мужской команды
- 1958—1959: Иван Гнездилов и Николай Галкин
- 1959—1966: Евгений Поликанин
- 1966—1982: Александр Привалов
- 1982—1984: Виктор Маматов
- 1984—1988: Александр Привалов
- 1988—1992: Геннадий Раменский

### Женская команда
Женская сборная СССР фактически существовала с начала 1970-х годов и участвовала в различных неофициальных соревнованиях, такик как «За дружбу и братство», проводившихся в странах Восточной Европы. Официально сборная создана в 1984 году после признания женского биатлона Международным олимпийским комитетом и Федерацией современного пятиборья и биатлона.
В Олимпийских играх команда не участвовала, так как женские соревнования впервые были проведены в 1992 году.

#### Чемпионаты мира
Сборная СССР принимала участие во всех чемпионатах мира с 1984 года. В период своего существования советская команда выиграла абсолютно все эстафеты (1984—1991) и командные гонки (1989—1991), также было завоёвано 9 медалей в индивидуальных гонках (3 золота) и 11 — в спринтах (3 золота), всего 31 медаль, из них 17 золотых.

#### Кубок мира
В первых розыгрышах Кубка мира (в 1982—1987 годах как Кубок Европы) советские спортсменки практически не принимали участия. В сезоне 1988/89 представительницы СССР заняли три первых места в общем зачёте, а победу одержала Елена Головина. В сезоне 1990/91 победительницей общего зачёта стала Светлана Давыдова (Печёрская).

#### Тренеры женской команды
- 1984—1989: Евгений Хохлов
- 1989—1992: Александр Голев